# Cục Tổ chức Trung ương Đảng Cộng sản Nga khóa XI (1922–1923)
Cục Tổ chức Trung ương Đảng Cộng sản Nga khóa XI được bầu tại Hội nghị Trung ương lần thứ nhất của Ban chấp hành Trung ương Đảng Cộng sản Nga (Bolsheviks) khóa XI được tổ chức ngày 3/4/1922.

## Ủy viên chính thức
| Ủy viên chính thức | Ủy viên chính thức             | Ủy viên chính thức | Ủy viên chính thức | Ủy viên chính thức                                                                                                  | Ủy viên chính thức |
| STT                | Họ tên (sinh-mất)              | Chức vụ            | Chức vụ            | Chức vụ | Ghi chú            |
| STT                | Họ tên (sinh-mất)              | Nhiệm kỳ           | Nhiệm kỳ           | Chức vụ kiêm nhiệm                                                                                                  | Ghi chú            |
| ------------------ | ------------------------------ | ------------------ | ------------------ | --- | ------------------ |
| 1                  | Andrey Andreyev (1895–1971)    | 3/4/1922           | 26/4/1923          | Ủy viên Trung ương Đảng Cộng sản Nga Chủ tịch Ủy ban Trung ương Công đoàn Đường sắt                                 |                    |
| 2                  | Felix Dzerzhinsky (1877–1926)  | 3/4/1922           | 26/4/1923          | Ủy viên Trung ương Đảng Cộng sản Nga Ủy viên Dân ủy Nội vụ Nga Xô                                                   |                    |
| 3                  | Valerian Kuybyshev (1888–1935) | 3/4/1922           | 26/4/1923          | Bí thư Trung ương Đảng Cộng sản Nga                                                                                 |                    |
| 4                  | Vyacheslav Molotov (1890–1986) | 3/4/1922           | 26/4/1923          | Ủy viên dự khuyết Bộ Chính trị Đảng Cộng sản Nga Bí thư Trung ương Đảng Cộng sản Nga                                |                    |
| 5                  | Alexey Rykov (1881–1938)       | 3/4/1922           | 26/4/1923          | Ủy viên Bộ Chính trị Đảng Cộng sản Nga                                                                              |                    |
| 6                  | Joseph Stalin (1878–1953)      | 3/4/1922           | 26/4/1923          | Ủy viên Bộ Chính trị Đảng Cộng sản Nga Bí thư Trung ương Đảng Cộng sản Nga Tổng Bí thư Trung ương Đảng Cộng sản Nga |                    |
| 7                  | Mikhail Tomsky (1880–1936)     | 3/4/1922           | 26/4/1923          | Ủy viên Bộ Chính trị Đảng Cộng sản Nga Chủ tịch Hội đồng Công đoàn toàn Nga                                         |                    |

## Ủy viên dự khuyết
| Ủy viên dự khuyết | Ủy viên dự khuyết           | Ủy viên dự khuyết | Ủy viên dự khuyết | Ủy viên dự khuyết                                                                                              | Ủy viên dự khuyết |
| STT               | Họ tên (sinh-mất)           | Chức vụ           | Chức vụ           | Chức vụ | Ghi chú           |
| STT               | Họ tên (sinh-mất)           | Nhiệm kỳ          | Nhiệm kỳ          | Chức vụ kiêm nhiệm                                                                                             | Ghi chú           |
| ----------------- | --------------------------- | ----------------- | ----------------- | --- | ----------------- |
| 1                 | Mikhail Kalinin (1875–1946) | 3/4/1922          | 26/4/1923         | Ủy viên dự khuyết Bộ Chính trị Đảng Cộng sản Nga Chủ tịch Ủy ban Chấp hành Trung ương Đại hội Xô Viết Toàn Nga |                   |
| 2                 | Jānis Rudzutaks (1873–1959) | 3/4/1922          | 26/4/1923         | Ủy viên Trung ương Đảng Cộng sản Nga Chủ tịch Liên hiệp Công hội Quốc tế                                       |                   |
| 3                 | Isaak Zelensky (1890–1938)  | 3/4/1922          | 26/4/1923         | Ủy viên Trung ương Đảng Cộng sản Nga Bí thư trách nhiệm Thành ủy Moskva                                        |                   |